# Forces armées arméniennes
Les Forces armées arméniennes représentent l'armée, la force aérienne, la défense aérienne et la garde frontalière de l'Arménie.
Le commandant en chef est le président de la République. Le ministre de la Défense est lui chargé de la direction politique. Avant 2010, les gardes frontaliers patrouillaient la frontière de l'Arménie avec la Géorgie et l'Azerbaïdjan, les forces armées russes patrouillaient les frontières avec la Turquie et l'Iran. Cependant, depuis l'accord de coopération militaire signé en août 2010, les troupes russes patrouillent et protègent toutes les frontières de l'Arménie. Depuis 1992, l'Arménie est membre de l'Organisation du traité de sécurité collective (OTSC).

## Histoire

### Période actuelle
Les Forces armées arméniennes, ainsi que le ministère de la Défense, sont créées le 28 janvier 1992, quelques mois après la déclaration d'indépendance de l'Arménie. Elles participent à la guerre du Haut-Karabagh de 1992 à 1994, aux conflits frontaliers avec l'Azerbaïdjan et à des missions de maintien de la paix au Kosovo, en Afghanistan et en Irak (2003-2008).

## Structure

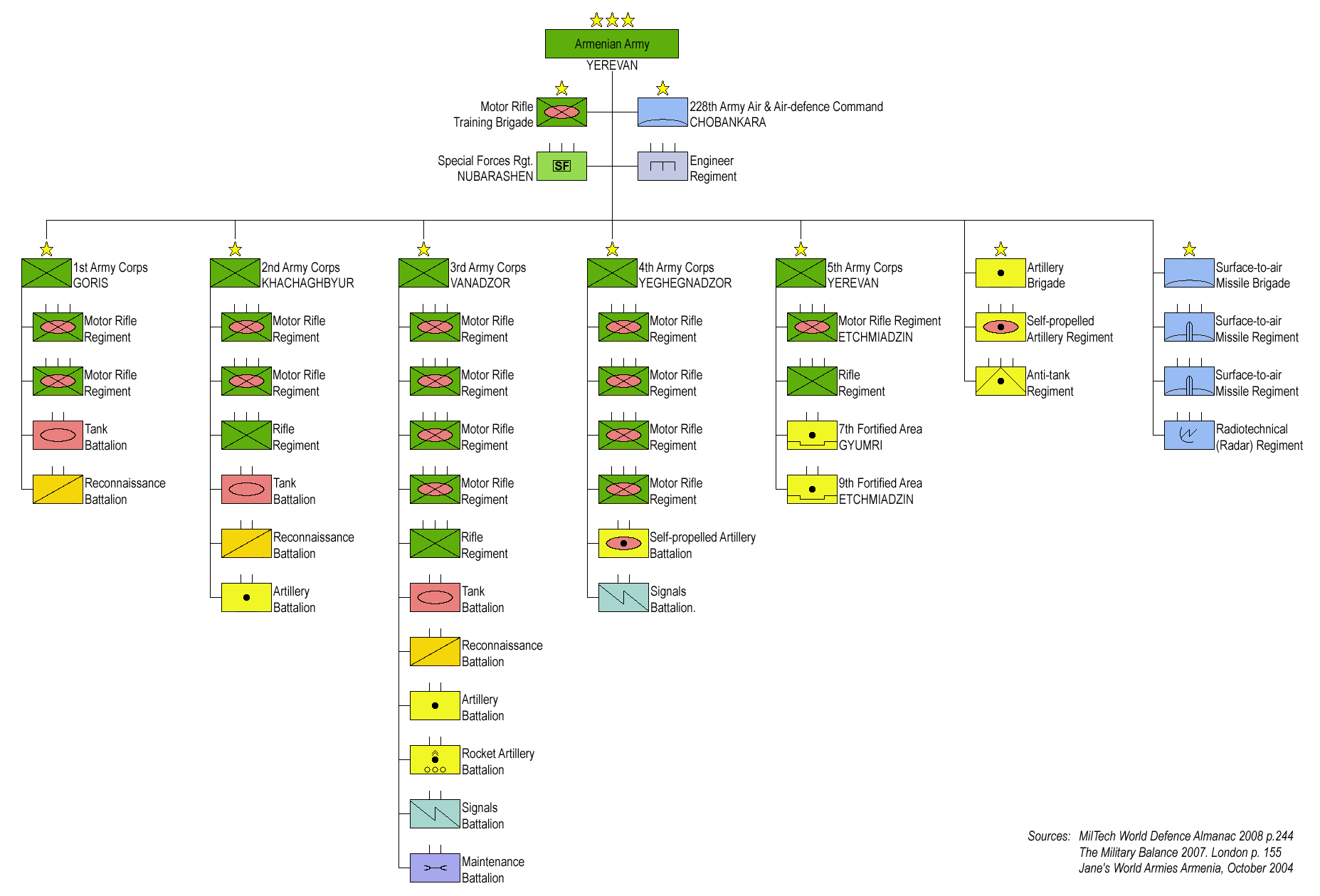
Hiérarchie de l'armée arménienne

Les forces terrestres sont divisées en 5 corps :
- le 1er corps est déployé à Goris ;
- le 2e corps est déployé à Khachaghbyur ;
- le 3e corps est déployé à Vanadzor ;
- le 4e corps est déployé à Eghegnazor ;
- le 5e corps est déployé à Noubarachen (Erevan).

## Déploiements
L'Arménie a envoyé 126 soldats en Afghanistan et 53 soldats au Kosovo. Elle a aussi envoyé plus de 1 500 officiers en Grèce et en Russie pour leurs entraînements. Elle prévoit aussi d'envoyer des soldats au Liban.

## Effectif
Les Forces armées arméniennes ont un effectif de 70 000 hommes et 210 000 soldats de réserve.